# Église Saint-Germain de Tessel
Pour les articles homonymes, voir Église Saint-Germain.
L'église Saint-Germain est une église catholique située à Tessel, en France. Datant du XIIe siècle, de style roman, elle est en partie classée aux monuments historiques.

## Localisation
L'église est située dans le département français du Calvados, dans le bourg de Tessel.

## Historique
Elle est construite au XIIe siècle, en architecture romane.
Le portail sud est classé au titre des monuments historiques depuis le 23 septembre 1911 ; la porte latérale sud de la nef à tympan sculpté est inscrite à l'inventaire depuis le 4 octobre 1932. L'église sert au culte catholique.